# Diakopto
Diakopto  este un oraș în Grecia în Prefectura Ahaia.